# 紐費恩 (紐約州)
紐費恩（英語：Newfane）是一個位於美國紐約州尼亞加拉縣的鎮。

## 人口
根據2020年美國人口普查的數據，紐費恩的面積為138.51平方千米，當中陸地面積為134.22平方千米，而水域面積為4.29平方千米。當地共有人口9304人，而人口密度為每平方千米67人。